# 孫健豪
孫健豪（2000年1月1日—），舊名孫華、孫安佐，臺灣網路名人，為藝人孫鵬、狄鶯之獨生子。2018年因在美國犯下恐怖威脅罪而出名，11月刑期已滿後被驅逐出境回臺。2019年起經營YouTube頻道、創業和演出臺灣恐怖片電影。2020年台灣檢察官以在美國犯行再起訴，2022年法院認定無審判權而不受理。之後發生泰國擅闖民宅，以及於夜店持瓦斯火槍、擔任拳願之星評審、宣稱前往烏克蘭參軍等事件備受關注。

## 生平

### 國中小學時期
孫健豪於2000年1月1日在臺北市出生，父親孫鵬、母親狄鶯皆為台灣藝人。孫鵬喜好漆彈射擊等生存遊戲，在孫健豪小學時就鼓勵其從事軍火商。其就讀小學時，有記者到孫家採訪，被孫健豪拿著玩具槍作勢欲射擊。國中就讀臺北市私立薇閣高級中學。在康橋雙語學校高二後即前往美國賓夕凡尼亞州德拉瓦縣上達比鎮區就讀邦納普倫德加斯特天主教高中。

### 赴美留學涉嫌恐攻
孫健豪赴美留學期間，2017年10月開始接觸槍彈，10月21日在費城的靶場上了槍枝安全課程，買了1盒9mm子彈。聖誕節前夕，網購了1,000多枚子彈。12月31日孫健豪到靶場租了3種不同型號的槍枝，2天後購買兩盒子彈，其後又網購兩個AR-15步槍彈匣、兩個Glock彈匣以及25發Mossberg霰彈槍子彈。2018年1月，他再度前往靶場，租用M70步槍，並加購2盒7.62×39mm步槍子彈，隨後網購Glock 9mm半自動手槍零件自行組裝。
2018年3月，他向同學開玩笑表示「5月1日不要來學校，因為我要用槍攻擊學校」，意圖在校內進行恐怖攻擊，隨後同學告知老師，校方報警。孫健豪遂因涉犯恐怖威脅而被美國警方逮捕。警方在3月26日至孫健豪寄宿家庭搜出彈藥及槍枝，並逮捕他羈押在德拉瓦郡監獄，其持有的1,607發子彈及1把組裝手槍和槍枝配件被全數沒收。孫健豪本人承認其罪行，地方法庭輕判拘禁4個月，而联邦调查局則再以「非美國公民身份持武罪」的重罪起訴。美國網友十分不滿其行為，留言希望他離開美國。
孫健豪在2018年6月4日向賓州德拉瓦郡中級民刑法院認罪「恐怖威脅罪」，被法官判處4至23個月有期徒刑，並交付美国移民及海关执法局假釋。之後，聯邦機關再以「非移民簽證在美國非法持有彈藥」重罪起訴，最高刑期甚至達十年。8月28日，孫健豪在賓州東區聯邦地區法院認罪並放棄上訴權利；11月19日，法官當庭宣布孫健豪因羈押折抵刑期而已刑滿可獲釋，但必須強制遣返出境且終生不得入境美國。
孫健豪2018年12月10日一早自華盛頓杜勒斯國際機場起飛，一路上由2名美国移民及海关执法局移民官陪同，全程都會被上銬且不能私下交談，11日20點抵達臺灣桃園國際機場。抵達後由內政部警政署刑事警察局國際科和偵查第四大隊第一中隊刑警接押，宣讀權益後並帶往士林地檢署偵訊。承辦檢察官訊問後，認無羈押必要，諭令孫健豪限制住居、出境、出海。

### 返回台灣
返台後，孫健豪在能仁家商表演藝術科就讀。之後在其YouTube頻道開始上傳健身的評論影片，吸引大量觀眾觀看爆紅，4天就破百萬點擊，引起廣大迴響且觀看者大部分皆持正面評論，因此擺脫負面形象轉型成YouTuber，曾與陳之漢共同展現其結實肌肉。2020年孫健豪自能仁家商畢業，同年6月13日宣布在臺北市新店獨立創業「聯邦手搖」飲料店，但9月15日無預警宣布暫停營業，之後搬家至新北市林口就讀醒吾科技大學表演藝術系。曾於恐怖片電影《馗降：粽邪2》中飾演網紅直播主灰熊，此片票房突破新台幣5,600萬元。
2020年8月24日士林地檢署依「槍砲彈藥刀械管制條例」之未經許可製造手槍未遂罪起訴孫健豪。士檢指出，因涉犯未經許可製造手槍未遂罪，原本本刑為7年以上有期徒刑，併科新台幣3,000萬元以下罰金，因未遂犯可減半，因此本刑為3年半起跳；另美國法院是依恐嚇及持有槍彈判刑238日，與起訴「未經許可製造手槍」罪名不同，後續孫健豪若判刑確定，將不能折抵238日刑期。2022年1月26日，士林地方法院認為，孫健豪觸犯「槍砲彈藥刀械管制條例」製造改造手槍未遂罪，但此行為在犯罪地即美國法律所不處罰，依刑法規定法院無審判權而不受理。
孫健豪於2022年10月16日參加WNBF國際自然健美邀請公開賽，獲得青少年組第4名。父親孫鵬曾在2023年2月22日的記者會上透露：「孫健豪預計服完4個月的兵役後，將考慮明年出國至瑞士、英國或日本留學。」並提到對於兒子交往4年的直播主女友麻姬兔之戀情抱持順其自然的態度。同年5月兩人分手，孫健豪表示：「在感情中，我的確不是很成熟。」
2024年12月17日孫健豪入伍服4個月義務役。2025年4月初退伍前，父親孫鵬提到：「孫健豪經過部隊洗禮，變得更成熟穩重，也很適合當職業軍人；經紀人則提到營區長官對他的打靶成績讚譽有加。」同月10日孫健豪錄製TVBS《11點熱吵店》節目時，曾談到軍旅生活趣事，其中在新訓鑑測的伏地挺身次數為全連最多，被同袍冠上「伏地王」的封號。另也透露目前正在製作饒舌新曲〈kill the twelve〉。同年7月1日由經紀人宣布：「因孫健豪身心狀況不佳，其工作行程從2025年6月20日起全面暫停！」

#### 持瓦斯火槍
2024年6月12日，知情人士指出孫健豪轉學到台北城市科技大學，曾因「玩自製瓦斯火槍」險遭退學，後來是父親孫鵬向學校再三保證其不會再犯，孫健豪才得以繼續唸書。同月19日，檢警於孫健豪住處進行搜索並起獲自製發射器，和疑似火藥的黑色粉末，孫健豪也被帶回台北市刑事警察大隊，下午移送台北地檢署偵辦。而本次的檢警搜索疑似與先前6月16日孫健豪與經紀人朱翊銘持瓦斯火槍出現在臺北市信義區的夜店有關。同日，北檢檢察官訊問後，依「槍砲彈藥刀械管制條例」諭令30萬元交保，限制住居並責付父親孫鵬。同年7月4日在SWAG平台孫健豪與陳沂合體直播，提到前經紀人做事極端，已將他開除；並於6月20日聘請陳昱中做為新的經紀人。

#### 拳願之星評審
2024年8月1日孫健豪受邀擔任《拳願之星選拔賽》選秀飛行導師，在給予參賽選手指導時，與另一名曾為格鬥賽冠軍且暱稱台中燒打雞的導師—韓森爆發激烈口角衝突。事後雙方相約同年10月12日在第21屆《拳願明星格鬥賽》的擂台上一較高下，但8月29日主辦單位告知韓森，表示孫家人介入要將其換掉，找來AV男優阿龍代打；孫健豪於同月30日稱比賽的破局，是因為韓森跟主辦的合約沒處理好。9月18日韓森簽訂合約完成，拳賽也如期舉辦。
10月12日與韓森在臺中市葳格國際會議中心進行格鬥賽，經兩個回合後，孫健豪不敵對手且傷痕纍纍，而最終落敗。賽後韓森受訪時提到：「孫健豪肯上台就有60分，因為這是一場實力很懸殊的對決。」另外，孫健豪在受訪也說到：「我一直都想打一場男子漢（比賽），想說能不能撐久一點，雖然輸但是全力以赴到最後。」臺中市政府運動局則譴責《拳願明星格鬥賽》邀請非拳擊專業的網紅對打，已屬扭曲技擊類拳擊運動的行為。

#### 宣稱前往烏克蘭參軍
2024年9月29日，孫健豪在「拳進未來」記者會上，提到若募款到新台幣70萬就要前往烏克蘭平息烏俄戰爭，現已完成線上申請，預計2個月後收到回覆以及獲得合作廠商提供的裝備資源後，才會開始募資，後來改稱至少需新台幣500萬元。但同年12月14日在個人Instagram無預警宣布，月底前將入伍服4個月義務役。

### 泰國擅闖民宅
2024年4月25日，孫健豪和其他3個朋友前往泰國普吉島度假，期間吸食大麻後出現精神錯亂，裸露上身擅自闖入民宅露出臀部，屋主發現立即報警，隨後被當地警方逮捕。因無攻擊行為，泰國裁處罰500元泰銖，與屋主和解，賠償屋主損失，並在5月初由父母帶回台灣。

## 戲劇作品

### 電影
| 年份   | 片名        | 飾演 | 導演   | 票房                 |
| 2020年 | 馗降：粽邪2 | 灰熊 | 廖士涵 | 臺灣 新台幣7,214萬元 |

## 外部連結
- 孫健豪的Instagram帳戶（繁體中文）（Archive.today的存檔，存档日期2025-03-09）
- YouTube上的孫健豪頻道（繁體中文）（Archive.today的存檔，存档日期2025-03-09）